# Cedic
Cedic est une maison d'édition de logiciels française.

## Siège social
- Avant 1986 (VIFI logiciel) : au 21 boulevard Poissonière - 75002 Paris [réf. souhaitée]
- En 1986 (VIFI/CEDIC) : au 6-10, boulevard Jourdan - 75014 Paris [réf. souhaitée]

VIFI logiciel fut une société créée par Thomson et Nathan. [réf. souhaitée] Elle fut dans le milieu des années 1980 un éditeur, un rééditeur mais aussi un grossiste de  nombreux petits éditeurs de logiciels tels que : Infograme, Coktel Vision, Larousse Logiciel, les éditions Robert. [réf. souhaitée] VIFI fut un des premiers éditeurs à introduire les vidéodisques sur le marché français [réf. souhaitée]. VIFI était installé boulevard Poissonnière à Paris, avec à sa direction générale Michel Motro, Alain Delesque (DGA [Quoi ?]), Jack Mandard (marketing). [réf. souhaitée]
VIFI eut son heure de gloire grâce au Plan Informatique pour Tous où elle fut un des acteurs majeurs de la fourniture de logiciels éducatifs aux écoles par l'intermédiaire de l'UGAP [Quoi ?] et de son réseau de distribution. Son catalogue propre comportait principalement des logiciels pour les TO7 et MO5 de Thomson, mais aussi des logiciels pour plateforme MSX, C64. Les logiciels les plus connus à l'époque étaient des jeux à vocation éducative tels qu'AIRBUS, TGV, ou des logiciels purement éducatifs tel "la carotte malicieuse" SIC [Quoi ?]. [réf. souhaitée] Les auteurs de ces logiciels étaient pour la plupart des enseignants passionnés d'informatique en contrat avec Nathan ou VIFI.
Dopé par le plan IPT, et bloqué par son actionnaire industriel Thomson, VIFI ne sut pas saisir la vague de demande sur plateforme Amstrad, les subsides du plan diminuant, la société commença à péricliter pour finalement être intégrée en 86 à Cedic. [réf. souhaitée]
Cedic/VIFI deviendra vers la fin des années 1980 Cedic-Nathan, puis Nathan logiciels. Spécialisée dans l'édition de logiciels éducatifs et scolaires. En 1990, la filiale déménage au 3-5, avenue Gallieni à Gentilly, dans le même immeuble que les Jeux Nathan. Son catalogue couvre l'aide à la scolarité de la maternelle jusqu'au bac, soit par le biais de logiciels originaux, soit en adaptant informatiquement les ouvrages du fond de l'éditeur (labyrinthes Retz, Exonathan…). [réf. nécessaire]
Nathan-Logiciels a également développé et diffusé le logiciel de PAO : Le journaliste. Développé à l'époque du plan IPT (Informatique Pour Tous) pour nanoreseau et machine Thomson, le logiciel se verra porté en 1989 sur PC, utilisant l'interface graphique GEM de Digital Research (ce choix, plutôt que Windows 2, afin de faciliter un éventuel portage sur ATARI ST, qui ne sera jamais réalisé).
En 1991, Nathan Logiciels diffuse PC-GLOBE, atlas électronique d'origine américaine, et étoffe son catalogue en diffusant des produits encyclopédiques, comme PC Corps Humain et PC Univers.
En 1993, suivant l'exemple de son confrère Coktel Vision et de son produit ADI, Nathan Logiciels lance la gamme le « Bureau Magique » qui couvre du CP à la 3e les matières de Français, Maths, et pour le collège, l'anglais. [réf. souhaitée]
En 1994, le groupe Nathan se sépare de Nathan Logiciels [pourquoi ?], qui est rachetée par son directeur, Michel Bussac, et devient Edusoft. [réf. nécessaire] La société emménage à Malakoff et poursuit son activité multimédia de développement, édition et diffusion de produits éducatifs et culturels, quasi uniquement sur CD-ROM. En 1996, Michel Bussac cède la société Edusoft au groupe américain Softkey. [pourquoi ?] [réf. nécessaire] Edusoft fusionnera avec une filiale française du groupe Softkey, Personnal soft, et deviendra TLC[Quoi ?]-Edusoft. [réf. nécessaire]